# 赛乌斯劳国家森林
赛乌斯劳国家森林是一座位于美国俄勒冈州西部的国家森林，于1998年设立。森林内生态系统丰富，从海岸森林到沙丘应有尽有。

## 地理
赛乌斯劳国家森林覆盖了库斯贝至蒂拉穆克之间超过2500平方公里的俄勒冈州中部海岸，有几处从海岸向东延伸，越过俄勒冈海岸山脉的顶峰，接近威拉米特谷。森林主要位于莱恩县（39%的面积）与林肯县（27%的面积），其余部分按面积递减分别位于蒂拉穆克县、道格拉斯县、亚姆希尔县、本顿县、库斯县和波尔克县。